# جيمي دلغادو
جيمي دلغادو (بالإنجليزية: Jamie Delgado)‏ مواليد 21 مارس 1977 في برمنغهام، هو لاعب كرة مضرب بريطاني سابق بدأ مسيرته كمحترف سنة 1995 وكان يلعب باليد اليمنى. أعلى تصنيف له في الفردي كان المركز الـ 121 في سنة 2001. أعلى تصنيف له في الزوجي كان المركز الـ 57 في سنة 2012.

## روابط خارجية
- جيمي دلغادو على موقع رابطة محترفي التنس (الإنجليزية)
- جيمي دلغادو على موقع الاتحاد الدولي لكرة المضرب (الإنجليزية)
- جيمي دلغادو على موقع كأس ديفيز (الإنجليزية)
- جيمي دلغادو على موقع خلاصة التنس.كوم (الإنجليزية)
- جيمي دلغادو على موقع إي إس بي إن.كوم (الإنجليزية)